# Orion (Bataan)
Orion (Bayan ng Orion) är en kommun i Filippinerna. Kommunen ligger på ön Luzon, och tillhör provinsen Bataan. Folkmängden uppgår till 56 002 invånare år 2015.

## Barangayer
Orion är indelat i 23 barangayer.
| - Arellano (Pob.) - Bagumbayan (Pob.) - Balagtas (Pob.) - Balut (Pob.) - Bantan - Bilolo - Calungusan - Camachile - Daang Bago (Pob.) - Daang Bilolo (Pob.) - Daang Pare - General Lim (Kaput) | - Kapunitan - Lati (Pob.) - Lusungan (Pob.) - Puting Buhangin - Sabatan - San Vicente (Pob.) - Santo Domingo - Villa Angeles (Pob.) - Wakas (Pob.) - Wawa (Pob.) - Santa Elena |